# Bactrus
Bactrus (en llatí Bactrus, en grec antic Βάκτρος) era un riu de la Bactriana, que tenia situada a la seva riba la ciutat de Bactra. Aquesta ciutat portava el seu nom pel riu, nom que també es va aplicar a tota la regió. En parlen Estrabó, Quint Curci Ruf, Lucà i Plini el Vell. Claudi Ptolemeu no el menciona. Se suposa que era l'actual Dakash.